# Чемпионат Нидерландов по международным шашкам среди компьютерных программ 2007
Чемпионат Нидерландов по международным шашкам среди компьютерных программ 2007 года прошёл 2 декабря в городе Кулемборг. Организатор — KNDB.
Открытый чемпионат страны проходил в 9 туров при контроле 20 минут на 75 ходов. В нём приняли участие 10 программ из 4 стран.
Чемпионом стала программа Kingsrow, автор Ed Gilbert (США). Второе-третье место поделили Damy (Франция) и DIOS (Нидерланды).
| место | название программы | автор               | очки |
| ----- | ------------------ | ------------------- | ---- |
| 1     | Kingsrow           | Ed Gilbert (USA)    | 14   |
| 2=    | Damy               | Gérard Taille (F)   | 13   |
| 2=    | DIOS               | Chris Jurriens (NL) | 13   |
| 4     | TD King            | Ton Tillemans (CH)  | 12   |
| 5=    | Sjende Blyn        | Jelle Wiersma (NL)  | 11   |
| 5=    | Dam 2.2            | Harm Jetten (NL)    | 11   |
| 7     | Tornado            | Frank Mesander (NL) | 7    |
| 8     | Dream              | Saïd Koudache (F)   | 4    |
| 9     | BoomstraDam        | Feike Boomstra (NL) | 3    |
| 10    | Cerberus           | Leo Nagels (NL)     | 2    |